# Lill-Vallsjön, Medelpad
Lill-Vallsjön är en sjö i Sundsvalls kommun i Medelpad och ingår i Indalsälvens huvudavrinningsområde. Sjön är 20,4 meter djup, har en yta på 0,747 kvadratkilometer och är belägen 242,1 meter över havet. Sjön avvattnas av vattendraget Vallsjöån.

## Delavrinningsområde
Lill-Vallsjön ingår i det delavrinningsområde (695844-155498) som SMHI kallar för Utloppet av Lill-Vallsjön. Medelhöjden är 282 meter över havet och ytan är 8,74 kvadratkilometer. Det finns ett avrinningsområde uppströms, och räknas det in blir den ackumulerade arean 20,11 kvadratkilometer. Vallsjöån som avvattnar avrinningsområdet har biflödesordning 3, vilket innebär att vattnet flödar genom totalt 3 vattendrag innan det når havet efter 72 kilometer. Avrinningsområdet består mestadels av skog (83 procent). Avrinningsområdet har 0,94 kvadratkilometer vattenytor vilket ger det en sjöprocent på 10,7 procent.